# Cesarjeva nova podoba
Cesarjeva nova podoba je debitantski solistični studijski album slovenskega raperja N'toka, izdan leta 17. novembra 2003 pri založbi Nika Records. Album je nastal tako, da je založba Nika Records na tekmovanju v freestyle rapanju v Klubu K4 v Ljubljani ponudila zmagovalcu snemanje albuma. Zmagovalca sta bila dva – N'toko in Trkaj. N'toko je tako posnel Cesarjevo novo podobo, Trkaj pa je posnel in leta 2004 izdal album V času enga diha.

## Glasba
Cesarjeva nova podoba je N'tokov prvi solistični album. Snemanje je potekalo zgolj dva tedna v hrvaškem Osijeku, izšel pa je 17. novembra 2003. Na plošči je trinajst pesmi. Na plošči so trije gostje - Samo Boris, Tremens in Katja Plut. Besedila se dotikajo problematik sodobne družbe. V pesmi Kratek stik na primer opisuje zgodbo odraščajočega dečka, ki se spopada z lastno odtujenostjo od okolice, ni razumljen niti doma niti v šoli ali med prijatelji in zato pristane v  zaprtem oddelku psihiatrične bolnišnice. V Seksu v mestu govori o spolnosti, ki je na eni strani danes prisotna v glasbenih besedilih, oglasih itd., po drugi pa je na nek način še vedno tabu tema. Pesem Prilika o izgubljenem MC-ju je pripoved o sprva neuspešnem MC-ju, ki nato doživi velik uspeh in padec, ljudje namreč »hočjo zabavljače, ne pa glasbenike«, v Dvojni morali pa izpostavi problem dvoličnosti v družbi.

## Seznam pesmi
Vse pesmi je napisal Miha Blažič.
1. »Vhod« – 1:27
2. »Cesarjeva nova podoba« – 4:02
3. »Kratk stik« – 5:05
4. »Oddelek z resno glasbo« – 4:02
5. »Seks v mestu« – 5:15
6. »Dvojna morala« – 3:51
7. »Srednja pot« (feat. Samo Boris) – 3:43
8. »Več Afrike« – 3:44
9. »Priviligirane glave« (feat. Tramens) – 4:00
10. »Prilika o izgubljenem MC-ju« – 4:13
11. »Memo for Today« – 2:03
12. »IQ-test« – 3:12
13. »Izhod« – 2:45

## Zasedba
- N'toko — vokal
- Katja Plut — pevski vokal (11)